# 旗風型護衛艦
旗風型護衛艦（日語：はたかぜ型護衛艦）是日本海上自衛隊（JMSDF）的第三代飛彈護衛艦（相當於其他國家海軍飛彈驅逐艦的艦種），也是日本第一艘搭載燃氣渦輪引擎作為動力的軍艦。
旗風型的核心武器類似太刀風型護衛艦，但是有許多改良。最顯著的就是可以作為指揮旗艦的戰術系統，在直升機護衛艦不在的時候可以即時取代擔任旗艦。
艦上還裝有OYQ-4-1戰管系統。可以控制標準飛彈、ASROC反潛火箭、魚叉飛彈，還有兩具Mark 15 20毫米方陣快砲，兩具三連裝魚雷與兩具Mark 42艦炮。

## 同名艦
旗風型護衛艦的一號艦旗風號（日語：はたかぜ (護衛艦)），其艦名是承襲自二次大戰時曾存在過的另一艘軍艦：第一代的旗風號是一艘隸屬於日本帝國海軍的驅逐艦，在1924年下水服役的該艦是第二代神風級驅逐艦的五號艦，在二戰期間主要負責船團的護衛工作，但在1945年時在台灣的高雄港附近遭美軍的航空母艦艦載機擊沉。
1954年時，為了承繼帝國海軍解散之後的海上防護工作，當時正處於草創時期的海上自衛隊從美軍方面接手了兩艘格里維斯級（Gleaves class）驅逐艦，命名為「朝風」（DD-181）與「旗風」（DD-182）。兩艦一直服役至1969年時才除役。至於1986年時就役的旗風，則已經是第三代的襲名艦。

## 同級艦
| 編號.           | 艦名           | 開工          | 下水          | 服役          | 轉為訓練艦時間 | 母港                      |
| --------------- | -------------- | ------------- | ------------- | ------------- | -------------- | ------------------------- |
| DDG-171/TV-3520 | 旗風 Hatakaze  | 1983年5月20日 | 1984年11月9日 | 1986年3月27日 | 2020年3月19日  | 練習艦隊 第1練習隊 （呉） |
| DDG-172/TV-3521 | 島風 Shimakaze | 1985年1月13日 | 1987年1月30日 | 1988年3月23日 | 2021年3月19日  | 練習艦隊 第1練習隊 （呉） |

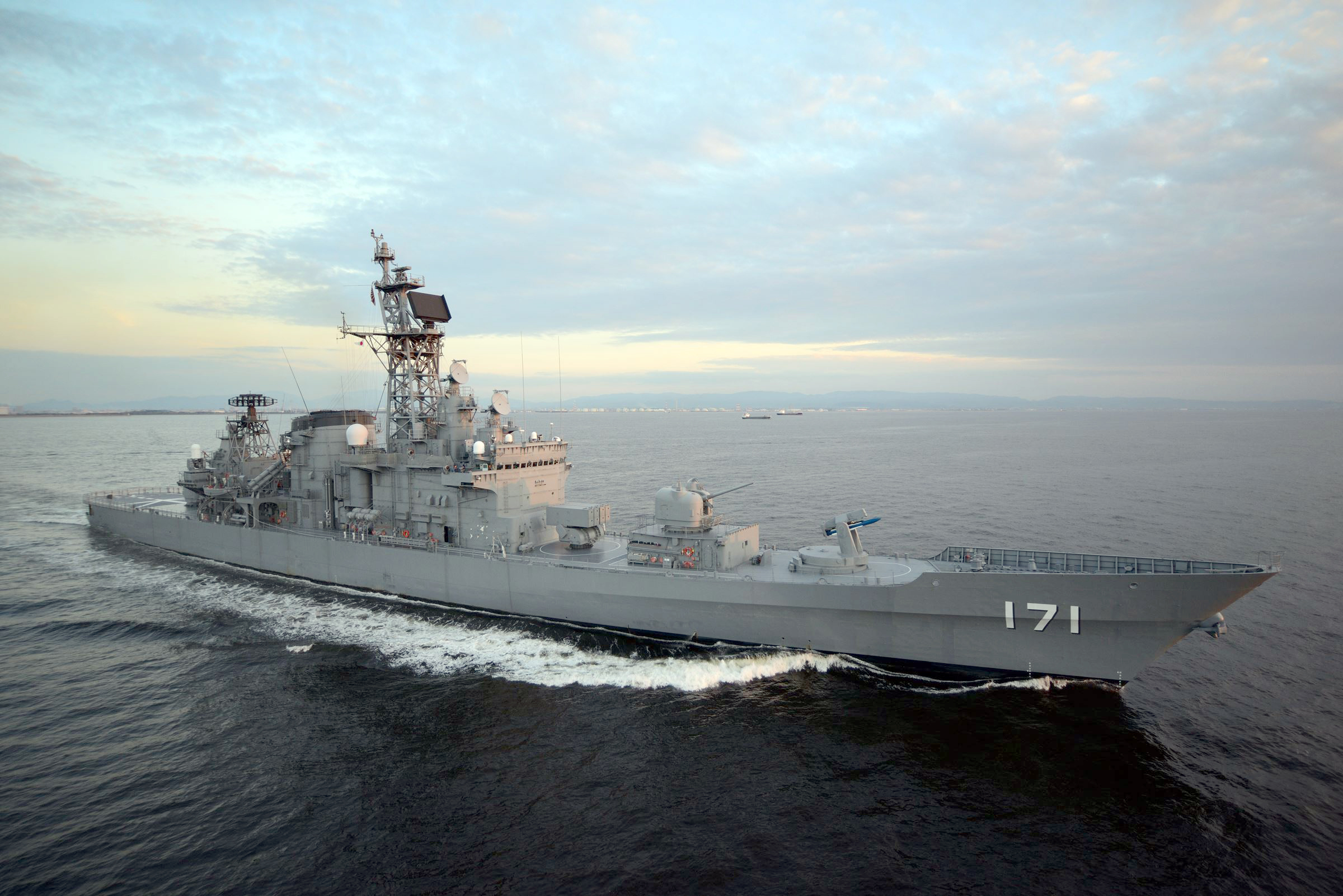
旗風護衛艦 (DDG-171)（日语：はたかぜ (護衛艦)）
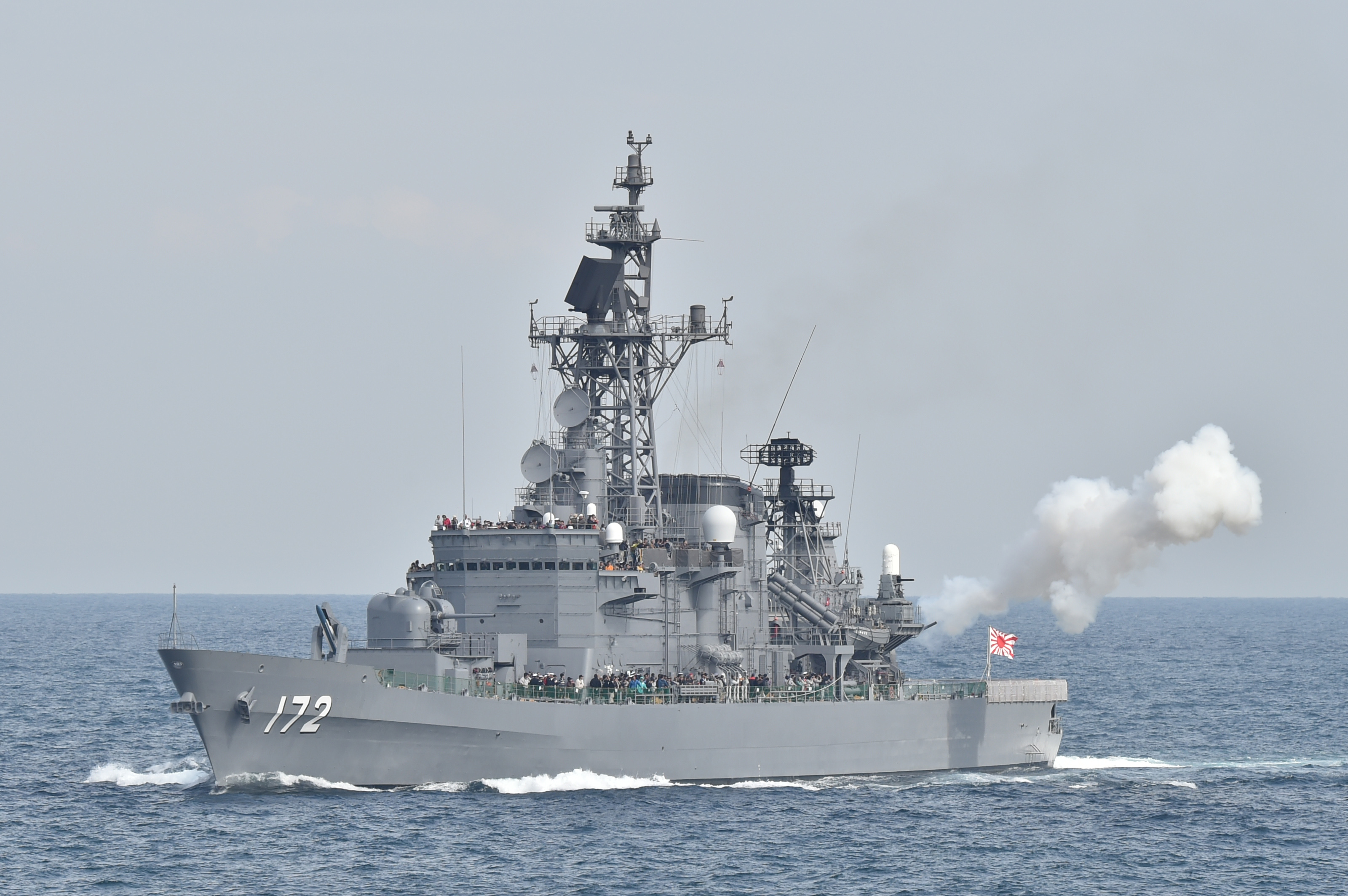
島風護衛艦(DDG-172)（日语：しまかぜ (護衛艦)）
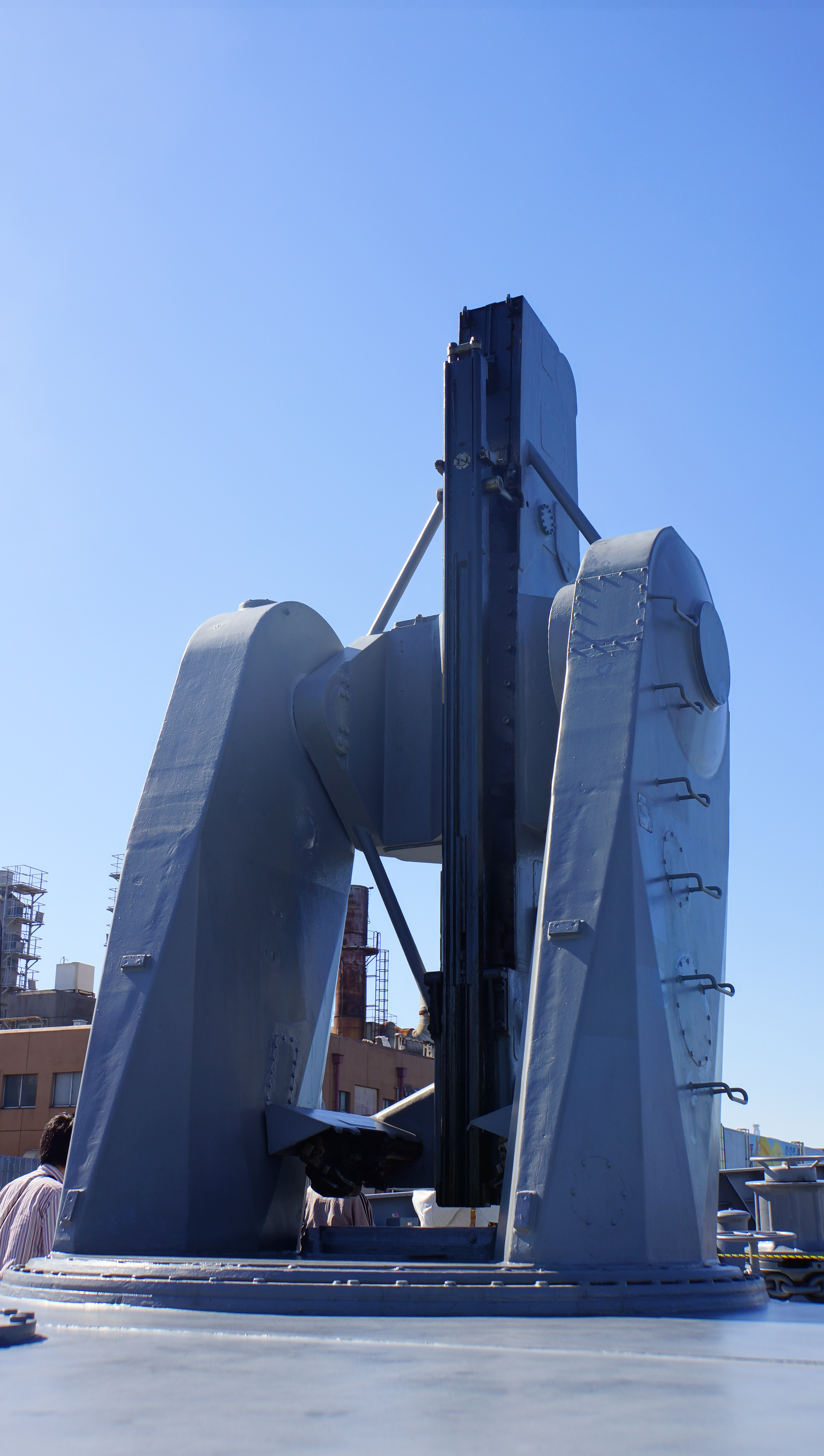
Mk 13 mod4型飛彈發射器
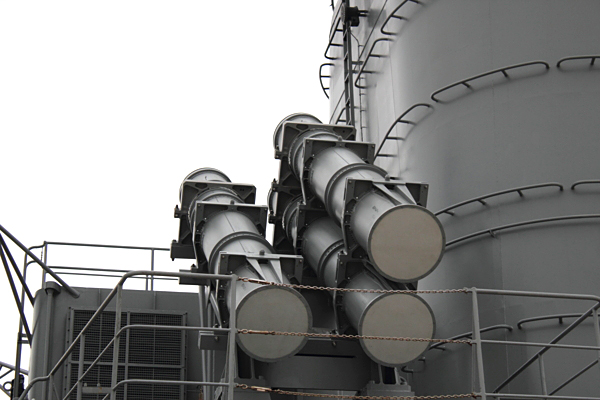
魚叉飛彈
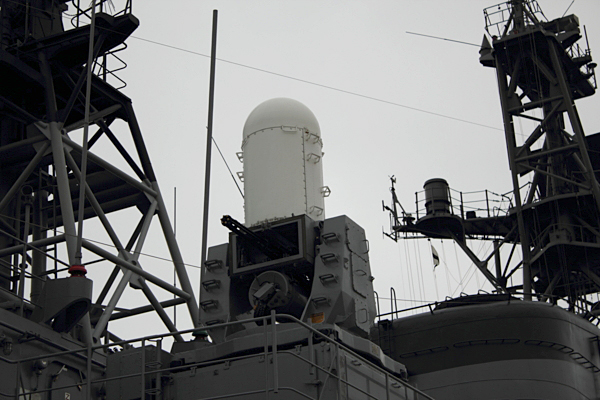
方陣快砲
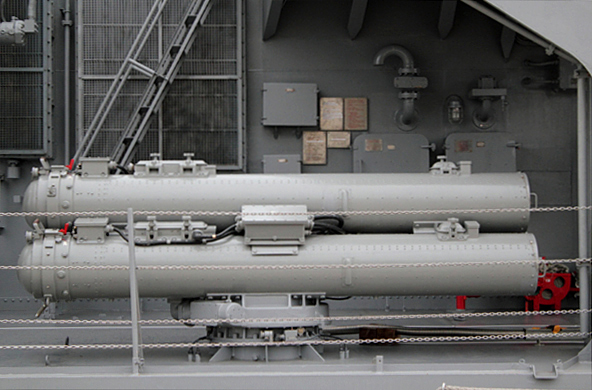
68型魚雷管
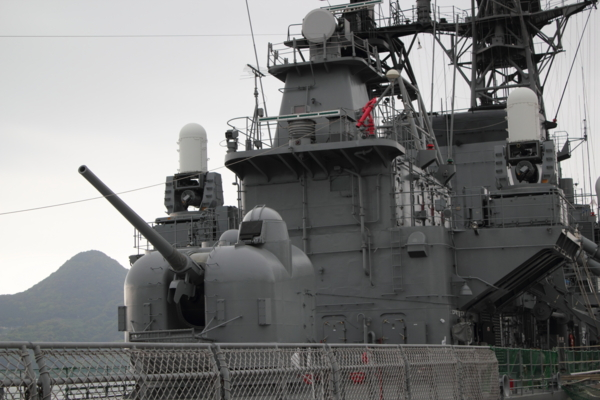
Mark 42艦砲
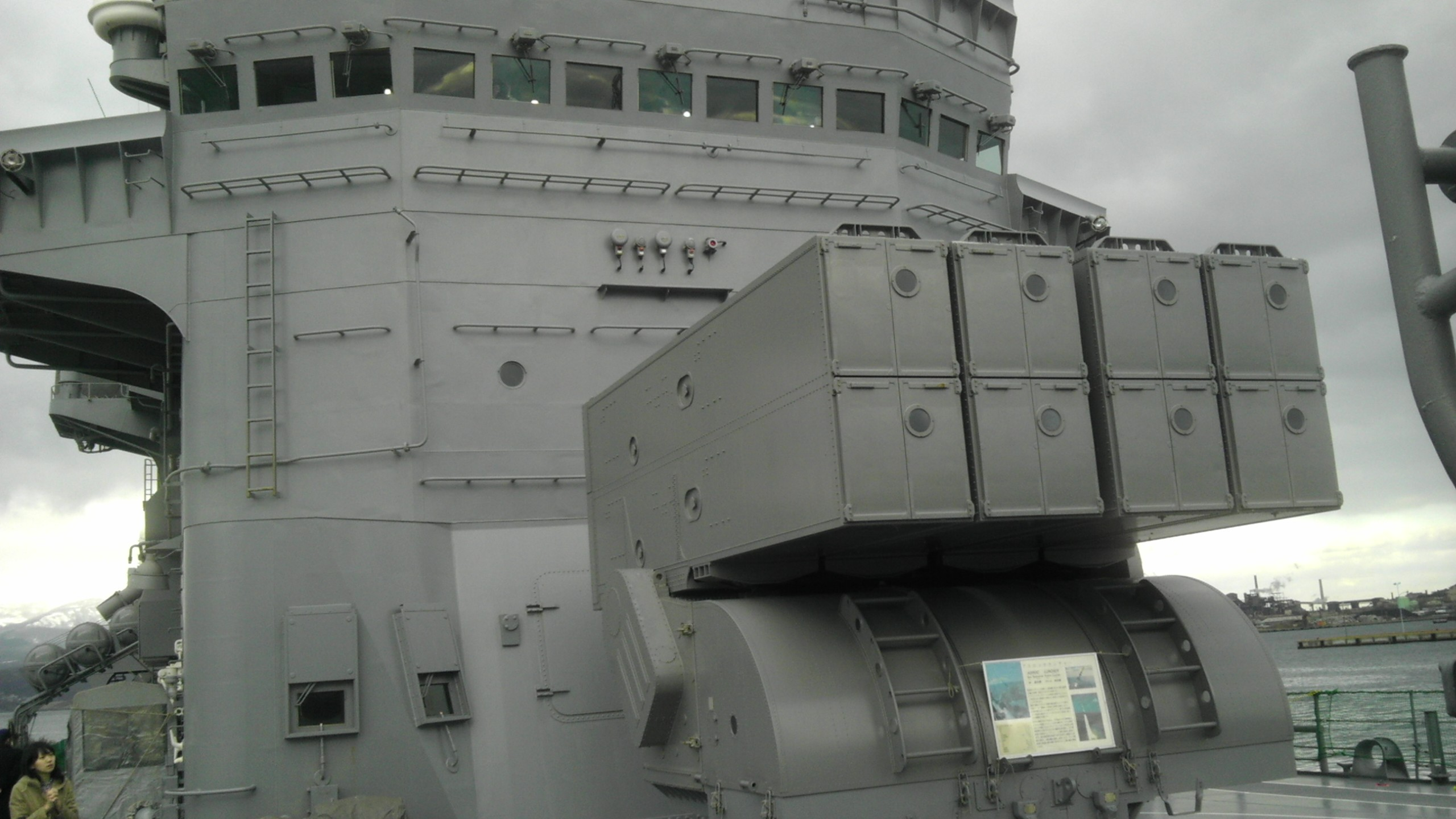
阿斯洛克反潜导弹